# النمسا (إسنا)
قرية النمسا هي إحدى القرى التابعة لمركز اسنا في محافظة الأقصر في جمهورية مصر العربية. حسب إحصاءات سنة 2006، بلغ إجمالي السكان في النمسا 10631 نسمة، منهم 5435 رجل و5196 امرأة.